# Heriberto Hermes
Heriberto John Hermes, O.S.B. (Shallow Water, Kansas, 25 de maio de 1933 - Palmas, 3 de janeiro de 2018) foi um bispo católico, monge beneditino e bispo prelado emérito da Prelazia de Cristalândia.

## Biografia
Fez a Profissão de Fé entrando na Ordem dos Beneditinos, sendo ordenado padre em 26 de maio de 1960.
Foi nomeado pelo Papa João Paulo II como bispo no dia 20 de junho de 1990 e consagrado prelado de Cristalândia em 2 de setembro de 1990, através de D. Mathias William Schmidt, OSB, Bispo de Ruy Barbosa, Arcebispo Ignatius Jerome Strecker, de Kansas City, e Bispo Frederick William Freking, emérito de La Crosse. 
Teve a sua renúncia, por motivo de idade, aceita pelo Papa Bento XVI em 25 de fevereiro de 2009, tornando-se bispo-emérito de Cristalândia.
Dom Heriberto se destacou no trabalho junto aos menos favorecidos. Em 2002 recebeu o Prêmio Nacional de Direitos Humanos.
Foi Bispo Acompanhante da Pastoral da Juventude e da Pastoral do Menor do Regional Centro-Oeste da CNBB (abrangendo Tocantins, Goiás, o Distrito Federal e a Prelazia de São Félix em Mato Grosso); Bispo Acompanhante da Pastoral da Criança e da Renovação Carismática Católica no Estado do Tocantins, e da Comissão Pastoral da Terra no Sub-Regional Araguaia/Tocantins (todo o estado do Tocantins e São Félix do Araguaia em Mato Grosso). Extra-oficialmente acompanhante do Conselho Indigenista Missionário no estado do Tocantins. Além disso, apoiou e motivou o debate de causas sociais; tendo um papel fundamental no Centro de Direitos Humanos no Tocantins, do qual foi fundador. Foi co-consagrador do Arcebispo Rodolfo Luís Weber (2009).
Faleceu no Hospital Geral em Palmas. Seu corpo, está sepultado na Cripta da Catedral de Cristalândia-TO.